# Vasija de Portland

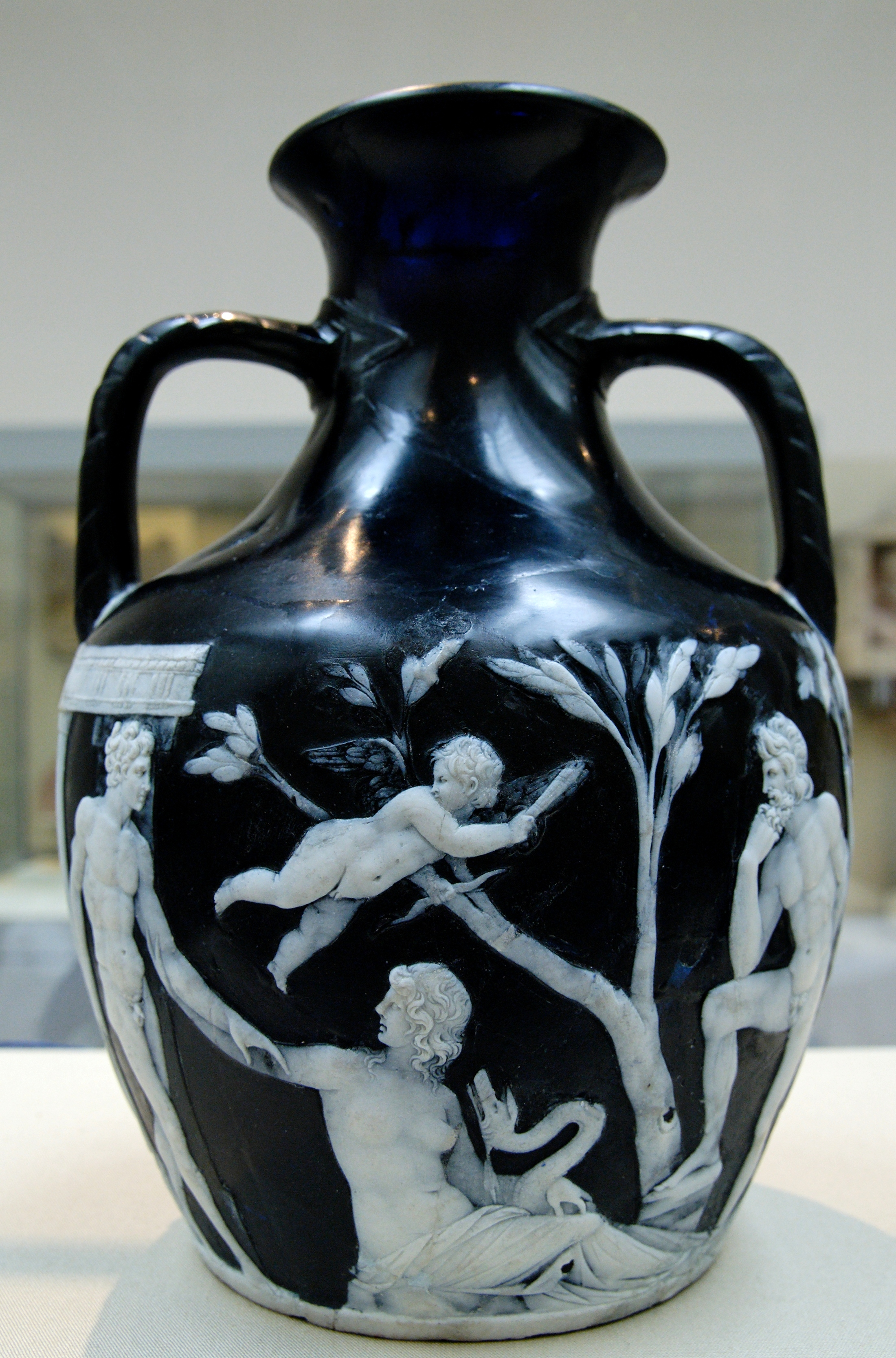
Vasija de Portland. Primera escena.

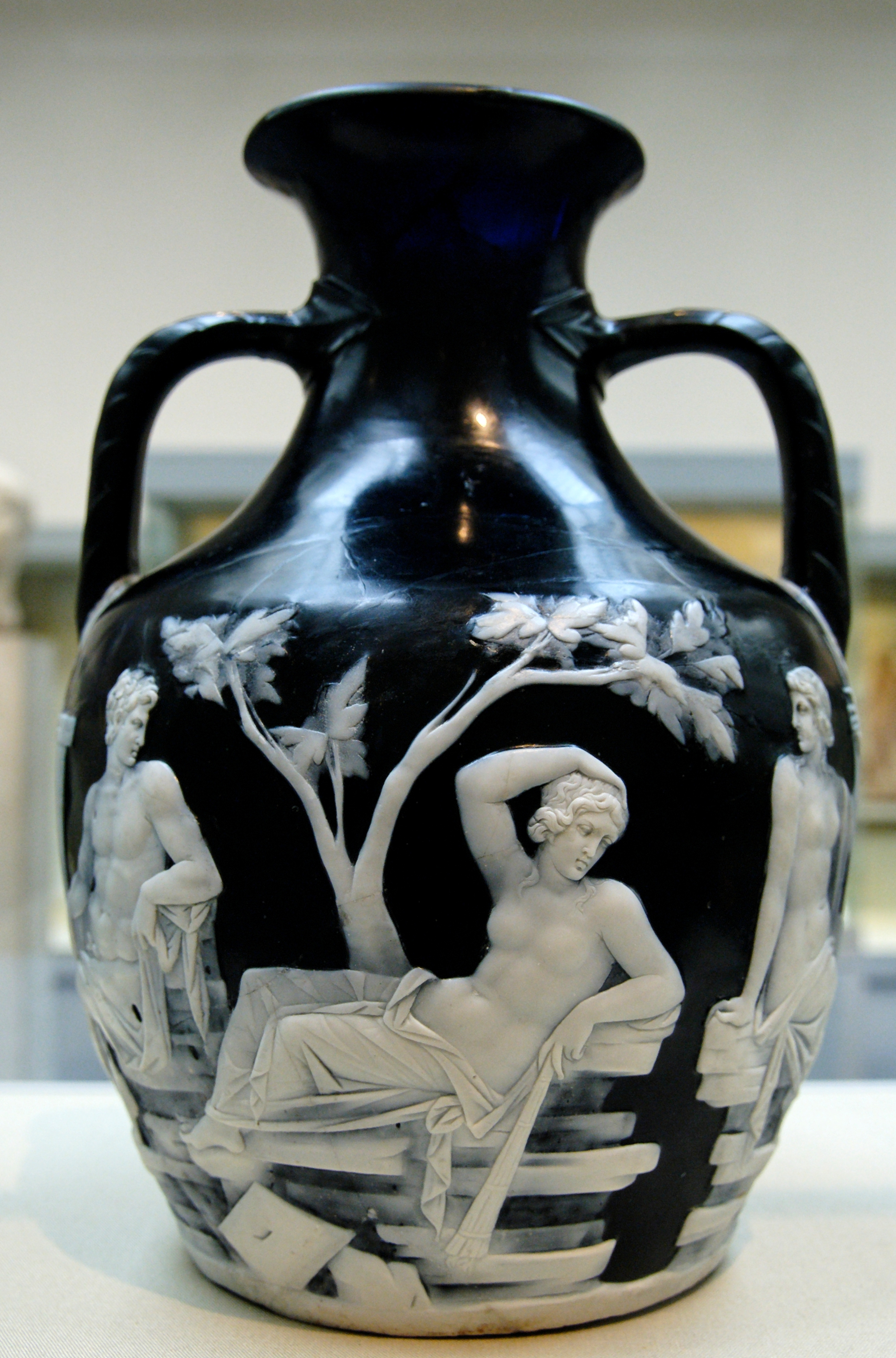
Vasija Portland. Segunda escena.

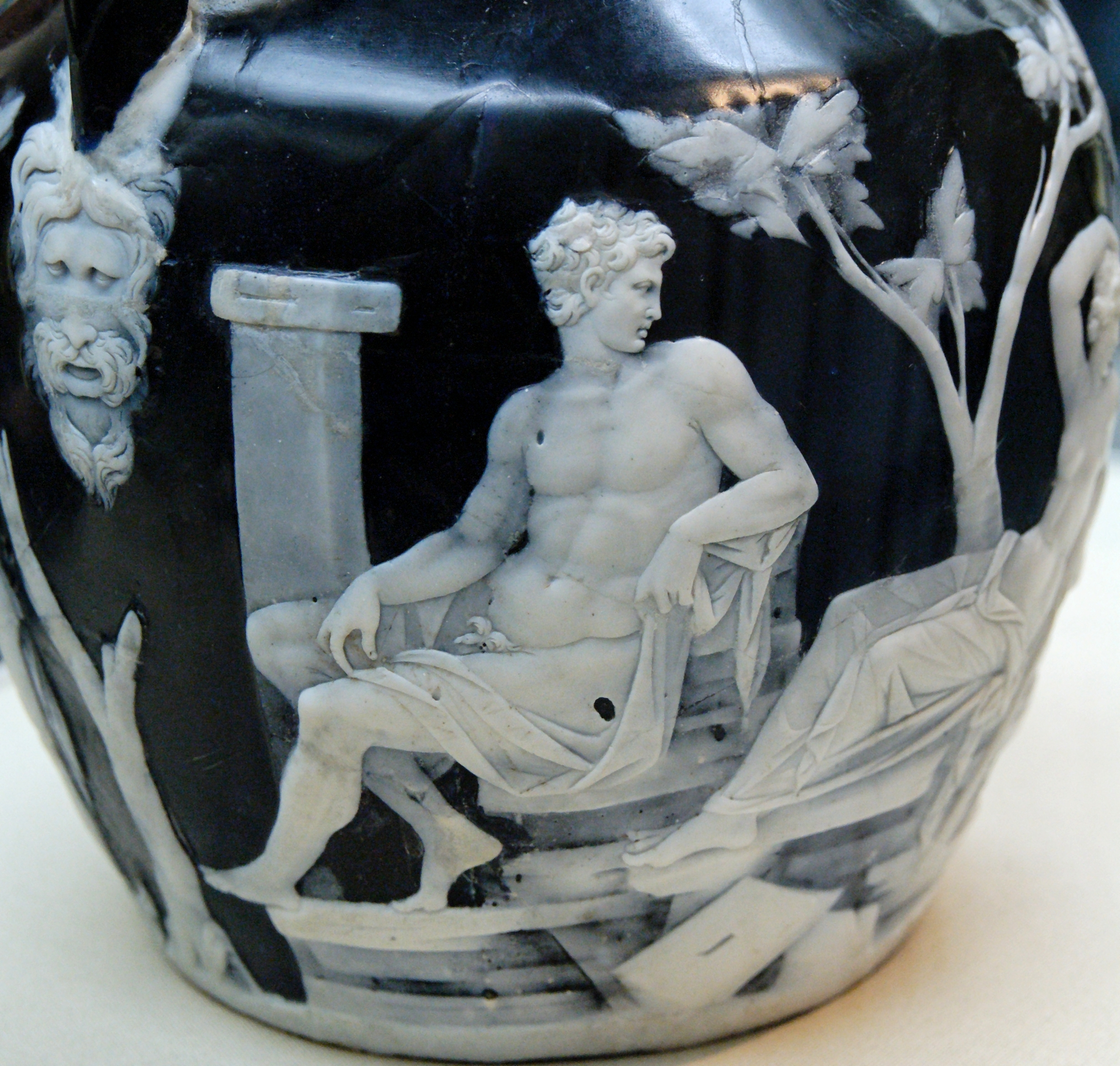
Detalle de Paris en la segunda escena

La Vasija de Portland es un recipiente romano de vidrio camafeo en forma de ánfora panatenaica de inicios del siglo I, que ha servido de inspiración para muchos fabricantes de vidrio y porcelana desde los inicios del siglo XVIII en adelante. Esta obra se encuentra expuesta en el Museo Británico desde 1810, si bien no fue adquirida por la institución hasta 1945. Mide aproximadamente 25 centímetros de alto y 17,7 de diámetro. Se realizó en cristal azul violáceo con un camafeo de cristal blanco que rodea toda la vasija y que representa escenas con personajes humanos y dioses.

## Interpretaciones
La interpretación de las representaciones contenidas en la vasija son motivo de debate y discusión. Se considera que las dos escenas de que consta, pueden representar pasajes mitológicos o un hecho histórico distorsionado, es decir, mezclado con elementos mitológicos.

### Primera escena
En la primera escena, un joven (que podría identificarse con el emperador Augusto) se mueve hacia la derecha, una mujer le toma el brazo (Acia), se halla hacia el centro, sentada sobre una roca, sujetando una serpiente. Cupido sostiene una antorcha y sobrevuela por encima de ambos. A la derecha, hay un hombre con barba (Neptuno) con el pie derecho descansando sobre una roca, y el mentón apoyado en la mano. Esta escena, puede representar el éxito de Augusto en la batalla de Actium en el 31 a, C., ya que el emperador consideró su victoria una obra de este dios.

### Segunda escena
En la segunda escena, a la izquierda, un hombre (Paris) está sentado sobre un montón de piedras en medio de lo que podrían ser las ruinas de Troya. En el centro se halla recostada una mujer con una antorcha (se presume que se trataría de Hécuba, esposa del rey Príamo de Troya, que en la mitología había soñado antes de dar a luz a Paris que pariría una antorcha encendida que con su fuego destruiría una ciudad). En el extremo derecho, sosteniendo un cetro, se halla la diosa Venus, que según el mito promete a Paris la mujer más hermosa del mundo, Helena, si él la declaraba vencedora en el mítico concurso de belleza en que competía con Juno y Minerva.

### Conclusión
A partir de estas interpretaciones puede entenderse que la primera escena representa el nacimiento de Augusto, la batalla de Actium y el renacimiento de Roma, mientras que la segunda escena representa el nacimiento de Paris, la guerra de Troya y la destrucción de esta ciudad. En cierto punto la iconografía de la Vasija de Portland sería un reflejo de la ideología propagada por la obra de Virgilio (Eneida) que los romanos eran descendientes de un héroe troyano Eneas, que escapó de la destrucción de la ciudad y se estableció en Italia, donde sus descendientes fundaron Roma. Así se puede entender que las escenas de la vasija quieren representar que sin la destrucción de Troya, el surgimiento de Roma y mucho menos el reinado de Augusto, no se habría producido.

## Historia

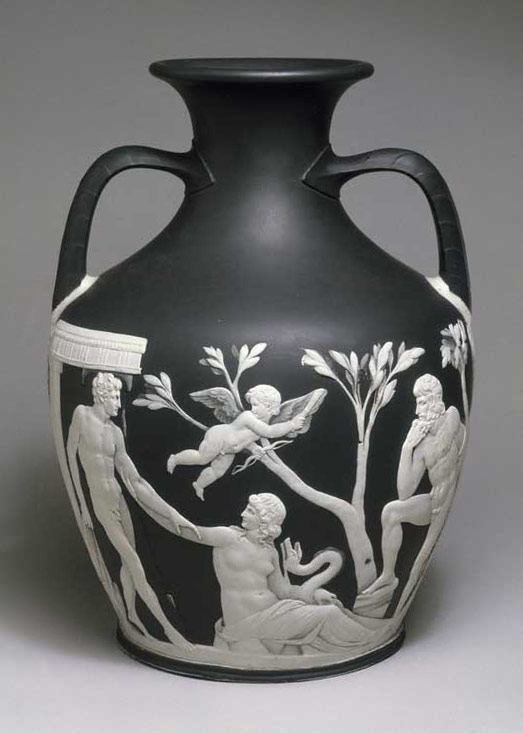
Réplica de Josiah Wedgwood (1790) en el Museo Victoria y Alberto.

Según la leyenda, la vasija se descubrió en el sepulcro del emperador Alejandro Severo cerca de Roma, en algún momento cercano a 1582, aunque la primera referencia documental histórica sobre la vasija es de 1601 en la que se la cita en una carta entre  Fabri de Peiresc y el pintor Pedro Pablo Rubens, cuando se encontraba en Italia y era propiedad de la colección del cardenal Francesco María Del Monte. Después del fallecimiento del cardenal pasó a pertenecer a la familia Barberini durante cerca de doscientos años, fue adquirida por William Hamilton en 1778 y llevada a Inglaterra. Terminó siendo propiedad de William Cavendish-Bentick, tercer duque de Portland, en aquel momento primer ministro británico. Después de su préstamo a su amigo el ceramista Josiah Wedgwood, se entregó la vasija como depósito al Museo Británico en 1810. De ahí viene el nombre de «Vasija de Portland». Siendo adquirida finalmente en 1945 por el museo al séptimo duque de Portland.
Como fondo de la vasija había un disco de vidrio con camafeo, también en azul y blanco, que mostraba una cabeza, presumiblemente de Paris o Príamo en referencia al gorro frigio que lleva en la cabeza. Este medallón está claro que no pertenecía al vaso de origen, por lo que fueron exihibidos por separado desde 1845. Pudo haber sido añadido para reparar una rotura en la antigüedad o después, con el resultado de una conversión de una forma original de ánfora, en el actual vaso con base plana, al unirse ese disco a la parte inferior, seguramente en el año 1826.
El 7 de febrero de 1845, la vasija se rompió en pedazos después que William Lloyd, un estudiante en estado de embriaguez, derribara una escultura cercana que, al caer, rompió la vitrina que contenía el recipiente y la propia vasija. Fue condenado a pagar una multa o a pasar dos meses en prisión.

### Copias
Josiah Wedgwood en 1790 produjo una réplica perfecta en cerámica de la Vasija de Portland que exhibió en eventos privados en abril y mayo del mismo año, en la actualidad se encuentra en el Museo Victoria y Alberto. Se han realizado unas copias del V&A, que se encuentran, entre otros, en el Museo Fitzwilliam, el Indianápolis Museum of Art, el Birmingham Museum of Art de Alabama y el Departamento de Prehistoria y Europa en el Museo Británico.